# Étienne Romano
Ange Étienne René Romano (Aubagne, 15 dicembre 1889 – Aups, 19 febbraio 1966) è stato un imprenditore francese, pioniere dell'aviazione, fu titolare della aziende di costruzioni aeronautiche Société NAVIS Constructions et Armements Maritimes (1921-1919) e Société Anonyme des Chantiers aéronavals Étienne Romano (1929-1935). Quest'ultima, a seguiti della nazionalizzazione delle industrie belliche aeronautiche confluì successivamente nella Société nationale des constructions aéronautiques du sud-est (SNCASE). Durante la seconda guerra mondiale fu membro attivo della resistenza francese.

## Biografia
Nacque ad Aubagne il 15 dicembre 1889, figlio di Jean François Pascal, di professione fabbro, e di Anne Françoise Somale. Dopo aver frequentato le scuole comunali si appassionò al mondo dell'aviazione, e riunito ciò che si poteva trovare sugli aeroplani, studiò  le curvature dei piani, i centri di pressione e la resistenza dei materiali. Grazie ai suoi metodi empirici e sperimentali e alla sua attitudine al disegno grafico, aiutato da qualche amico, disegnò e costruì il suo primo aereo, designato R.1. Si trattava di un velivolo biplano solido e robusto, dotato di due propulsori Anzani eroganti ognuno 25 CV. Il primo volo dello R.1 fu anche l'ultimo, in quanto l'aereo si sfasciò in fase di atterraggio. Riparato approssimativamente fu esposto alla Exposition Internationale de la Locomotion Aerienne di Parigi del 1908. Il 28 marzo 1910 assistette sullo stagno di Berre al volo di un idrovolante Henri Fabre pilotato dall'aviatore Louis Paulhan, che ritrovò successivamente a Golf Juan nel 1913 quando iniziò a frequentare la sua scuola di volo. Nell'agosto 1914, con lo scoppio della prima guerra mondiale, fu mobilitato ed assegnato al 14emé Regiment d'infanterie coloniale di Tolone in qualità di autista di Stato maggiore. Trasferito sul fronte occidentale la sua conoscenza della lingua inglese fece sì che fosse assegnato alle missioni di collegamento tra il Quartier generale francese e quello del British Expeditionary Force. Mentre un giorno trasportava degli ufficiali britannici di Clermont-de-l'Oise, la sua vettura fu circondata da un gruppo di ulani che fecero tutti prigionieri. Poco tempo dopo evase dalla sorveglianza nemica e fece fortunosamente rientro nelle linee francesi. Smobilitato il 1 luglio 1919, rientrò immediatamente in contatto con gli ambienti aeronautici, e alla fine dell'anno, su richiesta dell'ingegner Fortani, direttore del Service tecnique et industriel de l'Aéronautique maritime costruì a Cannes un nuovo aereo idrovolante, designato R.2.
Nel 1921 costituì a Cannela la Société NAVIS Constructions et Armements Maritimes, con sede in rue 14 luglio, di cui divenne amministratore. Il 16 agosto 1929 decise di costruire un nuovo e moderno stabilimento di costruzioni aeronautiche a Cannes, e grazie ad André Auniac, presidente direttore generale della Société anglo-français, ottenne il finanziamento della sua impresa. Con i fondi prestati dal Compagnie Algérienne de Crédit et de Banque, e da alcuni sottoscrittori privati, creò la Société Anonyme des Chantiers aéronavals Étienne Romano, con capitale sociale di 1 200 000 franchi. Auniac ne divenne presidente, mentre lui fu nominato amministratore delegato e direttore tecnico.
Nel 1931 l'ufficio tecìnico della nuova azienda iniziò a funzionare sotto al direzione dell'ingegnere Albert Waldmann, mentre addetto ai calcoli fu nominato l'ingegnere Henry Lauboeuf. Addetti al pilotaggio degli aerei furono assunti Louis Macheny, Joseph Pugnetti, François Roger Boulic e Pierre Marcel Lemoigne.
Nel 1932 egli inaugurò in rue Pasteur a Cannes i Les Chantiers Naval de la Croisette, di cui fu nominato direttore l'ingegnere Albert Waldmann. Il Service de fabrication de l'Aéronautique stimò, correttamente, che la fabbrica non disponesse di capacità produttiva di serie, e tutta la produzione aeronautica venne fermata, mentre continuò quella delle imbarcazioni. Si trattava di motovedette a due eliche disegnate da Waldmann, e destinate al rimorchio degli idrovolanti. Prestò tutte le basi aeronavali furono dotate di queste imbarcazioni. Per le prove degli aerei Romano chiese a Monsieur Cristore di utilizzare la superficie dell'Aeroclub di Cannes, diretta dal colonnello Chapelet.
L'11 agosto 1935 fu votata in Parlamento la legge sulla nazionalizzazione dell'industria bellica aeronautica francese, che fu pubblicata il giorno successivo sul Journal Officiel. Il 2 febbraio 1937 la  Société Anonyme des Chantiers aéronavals Étienne Romano, la Société Lioré et Olivier e la Société Provençale de Constructions Aéronautiques furono fuse insieme dando vita alla Société nationale des constructions aéronautiques du sud-est, SNCASE. Privato delle sue industrie egli fu nominato direttore delle officine SNCASE nella regione sud, mentre la costruzione dei battelli fu delegata ai Chantiers Navals d'Antibes, ad Antibes. Dopo aver visto volare i suoi ultimi prodotti, il caccia Romano R.110 e il bombardiere Romano R.120 egli lasciò definitivamente la SNCASE nel 1938. Quando scoppiò la seconda guerra mondiale lasciò Cannes e raggiunse la propria unità al fronte. Dopo la capitolazione della Francia si unì alla resistenza francese, e arrestato nel 1943 rimase rinchiuso nella prigione di Fresnes tra il 3 marzo e il 15 settembre. Dato che anche la sua casa a Cannes risultava completamente distrutta si trasferì a Aups, nell'Alta Provenza. Partecipò poi alla lotta contro gli occupanti tedeschi e fu nominato comandante della Forces Françaises Libre in forza alla rete Mitridate. Dopo la liberazione della Francia trovò gli stabilimenti di Cannes parzialmente distrutti dai bombardamenti. Nel 1946 fu nominato console onorario della Costa Rica a Cannes, fu per due volte, nel 1959 e nel 1965, eletto sindaco di Aups, e fu anche Presidente direttore generale del Consorzio parigino dell'abitazione. Di ritorno ad Aups dopo un viaggio a Parigi si spense il 19 febbraio 1966 a causa di un attacco cardiaco.

### Annotazioni
1. ↑  La coppia viveva in Cours Barthélémy al civico 21.

### Fonti
1. 1 2 3  Cannes Aero Patrimoine.
2. 1 2 3 4 5 6 7 8 9 10 11 12 13 14 15 16 17 18 19 20 21 22 23 24 25 26 27 28 29 30  Cannes Aero Patrimoine.